# Collage (banda)
Collage es un grupo musical italiano, con gran éxito en las décadas de 1970 y 1980, gracias a su participación en diversos festivales, entre los que se incluye el Festival de la Canción de San Remo.
El género de la música es la de pop melódico italiano.

## Inicios y la historia
El nombre lo tomaron del segundo álbum publicado por el grupo musical Le Orme que se llamaba Collage. El grupo se formó en la ciudad italiana de Olbia, en el año 1971, siendo promotor del mismo el guitarrista de dicha localidad Piero Pischedda, que quería hacer una banda con la fusión de otras dos, MAL P2 y The Angels formada la última por los hermanos Sardi y Tore Fazzi, siendo dirigidos por el saxofonista y mánager Paoluccio Masala. Los primeros componentes de la formación fueron: a la batería Masino Usai, a la guitarra Piero Pischedda, a los teclados y la voz Pino Ambrosio, al bajo y la voz Tore Fazzi, a la guitarra rítmica y la voz Piero Fazzi y también el cantante Luciano Degortes, que abandonó la banda de manera definitiva en el año 1974 porque tenía que hacer el servicio militar. El grupo comenzó tocando en Cerdeña, en el año 1972 fue invitado al Festival de la canción de Castrovaro donde interpretó la canción Tu che pensi a tutto. El productor Massimo Di Cicco, se fijó en la banda, y les invitó a grabar, en el año 1975, el tema Angeli sbagliati, siendo el primer 45 o sencillo de su discografía.
El grupo se quedó con cinco componentes tras el abandono de Degortes. Firman con la discográfica Harmony, filial de la discográfica SAAR, cuyo dueño Walter Guertler se interesa por ellos, y en el año 1976 se presentaron al Festival de Castrocaro, donde salieron victoriosos con la canción Due ragazzi nel sole (Como dos niños), siendo posteriormente un gran éxito de ventas.
La actuación en el Festival de Castrocaro fue el debut oficial de la banda, y a la vez fue la que lanzó a la fama, obteniendo el reconocimiento del público en general. El año 1977, se presenta en Sanremo para asistir a la 27.ª edición del festival de la canción italiana con el tema Tu mi rubi l'anima: los dos primeros singles del disco alcanzan lo más alto de las listas, siendo un éxito total su primer álbum Due ragazzi nel sole, que después fue reeditado de nuevo tras la participación en el Festival de Sanremo añadiendo el título Tu mi rubi l'anima. Los siguientes años siguieron en la misma línea de éxito con otros temas como Sole rosso, Lei non sapeva far l'amore, Donna música, Un'altra estate, La gente Parla, I ragazzi che si amano.
Entre un tour y otro participan en tres ediciones del Festival de Sanremo, en la edición XXIX, del año 1979 con el tema La gente parla, en la edición XXXI, del año 1981 con el tema I ragazzi che si amano y en la edición XXXIV, del año 1984 con el tema Quanto ti amo, durante estos intervalos también hace versiones en castellano de sus temas Como dos niños, Poco a poco..., La gente habla e Sol caliente, los más famosos, para publicarlos en España y Sudamérica, volviendo a ser éxitos de ventas.
Al comienzo de la década de 1990, tras un periodo de reflexiones y algunas deserciones, los hermanos Fazzi, únicos supervivientes de la primera formación, con la colaboración de otros músicos (entre los que se cuenta a Mario Chessa, violinista y teclista) toman la iniciativa de experimentar con nuevos sonidos, que será la línea a seguir en el nuevo álbum Replay y el renacer de la banda en el año 1994. En el año 2000 publica un álbum antológico con canciones en vivo, titulado Settantaseiduemila.
En el año 2003 publican Abitudini e no, un proyecto musical totalmente distinto, sofisticado, donde mezclan jazz y funky en algunas canciones antiguas y también rítmicos blues y rock.
El concierto grabado en agosto del año 2008 en Muro Leccese (Lecce), fue lanzado como álbum en directo en el año 2010, en el que se recogen algunos temas del pasado y un nuevo single: Non ti dimenticherò.
En el año 2010, el grupo vuelve a convertirse en cuarteto, pero para el Tour del año 2012, Francesco Astara, entrará a formar parte de la banda, volviendo a completar la formación.

## Componentes

### Formación actual
- Tore Fazzi - voz y bajo
- Piero Fazzi – voz y guitarra
- Mario Chessa – teclado, violín, voz
- Francesco Astara – batería, percusión

### Componentes desde el año 1971 hasta el 1990
- Masino Usai  - batería
- Piero Pischedda  - guitarra
- Pino  Ambrosio  - teclado electrónico y voz
- Tore  Fazzi  - bajo y voz solista
- Piero Fazzi  - guitarra y voz
- Luciano Degortes  - voz hasta el año 1974
- Mario Chessa  - teclado eléctrico y violín, desde el año 1992
- Davide Moscatiello - batería desde el año 2000 hasta el 2012
- Nico D'Alessio - guitarra desde el año 2000 hasta el 2010

## Discografía

### 33 rpm
- 1976 – Due ragazzi nel sole (Harmony)
- 1977 – Due ragazzi nel sole '77 (Harmony LPH 8013); ristampa del precedente, con una canzone in più: Tu mi rubi l'anima
- 1978 – Piano piano m'innamorai di te (Dischi Ricordi, SMRL 6213)
- 1979 – Concerto d'amore (Dischi Ricordi)
- 1980 – Donna musica (Dischi Ricordi, SMRL 6268)
- 1982 – Stelle di carta (Lupus, LULP 14910)
- 2003 - Abitudini e no

### 33 rpm recopilaciones
- 1980 – Raccolta di successi (Dischi Ricordi - Orizzonte, ORL 8481)
- 1981 – I successi dei Collage (Joker, SM 3929)
- 1987 – Raccolta di successi vol. 2 (Dischi Ricordi - Orizzonte, ORL 8922)
- 1994 - Replay (Duck Record)
- 2000 - Settantaseiduemila (Collage)
- 2003 - Abitudini e no (Collage)
- 2010 - Non ti dimenticherò, Live concert (Collage)

### 45 rpm
- 1975 – Angeli sbagliati/Dammi il tempo (Erre Records, RR 3079)
- 1976 – Due ragazzi nel sole/Ma che faccia da schiaffi (Up, UP 10004)
- 1977 – Tu mi rubi l'anima/Io non ti venderei (Up, UP 10009)
- 1977 – Lei non sapeva far l'amore/La notte era alta (Up, UP 10014)
- 1977 – Piano piano... m'innamorai di te/Io (Dischi Ricordi, SRL 10848)
- 1978 – Sole rosso/Dicci come ti chiami (Dischi Ricordi, SRL 10868)
- 1979 – La gente parla/Voli anche tu (Dischi Ricordi, SRL 10891)
- 1979 – Un'altra estate/Mania (Dischi Ricordi, SRL 10903)
- 1979 – S.O.S./Zingara nel cuore (Dischi Ricordi, SRL 10909)
- 1980 – Donna musica/Stasera tu (Dischi Ricordi, SRL 10921)
- 1981 – I ragazzi che si amano/Mille volte te (Lupus, LUN 4915)
- 1982 – Scimmia/Prestigiatore (Lupus, LUN 4924)
- 1982 – Ed io canto per te/Una donna resta sempre sola (Lupus, LUN 4930)
- 1984 – Quanto ti amo/Aspettami (Baby Records, BR 50314)
- 1986 – La mia anima non te la do/Angeli di strada (Lupus, LUN 5002)

## Discografía española

### 33 rpm
- 1978 - Poco a poco... me enamore de ti/Io (Hispavox, 5 60.030)

### 45 rpm
- 1977 - Como dos niños/Ma che faccia da schiaffi (Hispavox, 1499)
- 1978 - Poco a poco...me enamore de ti/Io (Hispavox, 1649)
- 1978 - Sol caliente/Yo (Hispavox, 1743)
- 1979 - La gente habla/Voli anche tu (Ariola)
- 1981 - Nina musica

## Discografía publicada en otros países

### 33 rpm
- 1977 - Due ragazzi nel sole (Alvorada, LP S 30 16; publicado en Portugal)

### 45 rpm
- 1976 - Due ragazzi nel sole/Ma che faccia da schiaffi (Ariola 17613; publicado en Alemania)
- 1977 - Tu mi rubi l'anima/Due ragazzi nel sole (CP CP 510; publicado en Canadá)
- 1980 - Yo/Tu dolcemente mia (Micsa; publicado en Argentina)